# Gibraltars flagga

Handelsflagga

Statsfartygsflagga

Guvernörens flagga

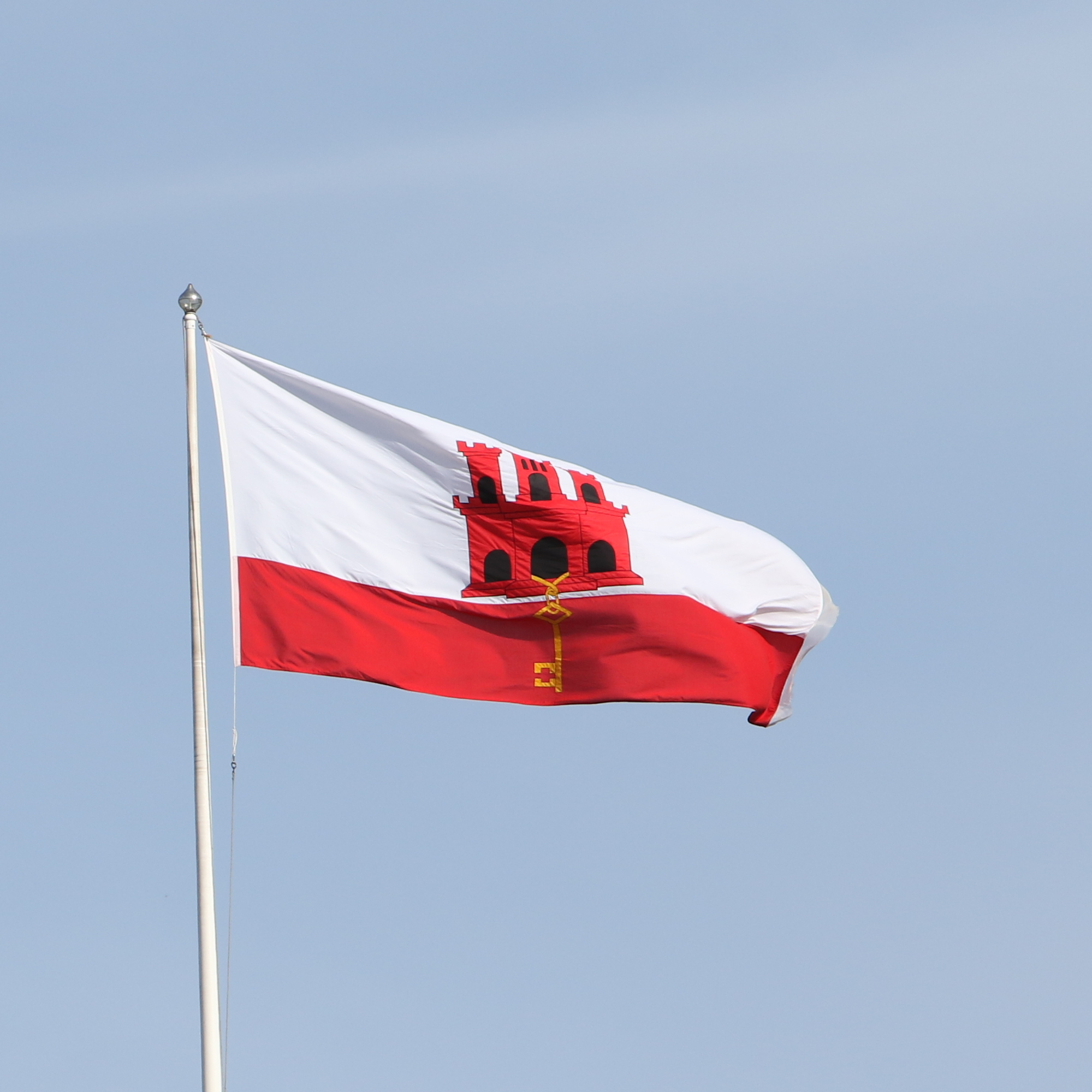
Gibraltars flagga

Gibraltars flagga är en vit och röd flagga vapenflagga som baserar sig på Gibraltars stadsvapen. Stadsvapnet förlänades av drottning Isabella I av Kastilien den 10 juli 1502, dåvarande drottning av Kastilien och León. Gibraltars officiella flagga är den brittiska flaggan Union Jack[källa behövs]. Denna inofficiella flagga infördes 1982. I stadsvapnet finns en borg med tre torn och en nyckel. Nyckeln är symbolen för Gibraltars strategiska läge, som nyckeln eller porten till Medelhavet, som britterna kallat den och nyckeln till Spanien, som morerna och spanjorerna dessförinnan betecknade Gibraltar.

## Användning
Flaggan må vara inofficiell, men används ofta i officiella sammanhang i Gibraltar jämsides med Union Jack och EU-flaggan. Flaggan har kommit att bli en symbol för nationalism i Gibraltar och har blivit väldigt populär sedan införandet 1982. På Gibraltars nationaldag den 10 september är den en allmän syn.